# فرانك بينيت (لاعب كرة قدم أمريكية)
فرانك بينيت (بالإنجليزية: Frank Bennett)‏ هو لاعب كرة قدم أمريكية أمريكي، ولد في 8 مارس 1879 في ويدسبورو في الولايات المتحدة، وتوفي في 5 يناير 1936.